# Veidt
Veidt ist ein Familienname. Zu Herkunft und Bedeutung siehe Veit.
- Conrad Veidt (1893–1943), deutscher Schauspieler
- Karl Veidt (1879–1946), deutscher Theologe
- Werner Veidt (1903–1992), deutscher Schauspieler und Autor

Siehe auch:
- Veit, Familienname und männlicher Vorname